# Cohen vs. Rosi
(Tagline del film)
Cohen vs. Rosi è  un film argentino del 1998 diretto da Daniel Barone.

## Trama
Elías Cohen e suo figlio Ariel, giornalisti di origine ebrea, gestiscono una rivista scandalistica e il loro prossimo obiettivo è quello di smascherare pubblicamente Giancarlo Rosi, un mafioso italiano che si è candidato alla carica di deputato. Carla, la figlia minore della famiglia Rosi, cerca di difendere il padre e affronta Ariel, ma tra i due scoppia la passione.

## Produzione
La sceneggiatura del film venne scritta da Jacobo Langsner e Aldo Romero, su un'idea di Adrián Suar, che interpretò il protagonista Ariel. La produzione fu curata da Pol-ka Producciones, di proprietà dello stesso Suar.
Il cast della commedia vide tra i protagonisti alcuni degli artisti più popolari nel panorama argentino. Alfredo Alcón, rinomato attore del teatro classico, si misurò in questo film come interprete comico, nel ruolo di un nonno con tendenze omosessuali che pratica il travestitismo.
Intervistato da Página/12 nel 2005, l'attore Pepe Soriano confessò di non aver amato il ruolo di Elías Cohen né gli stereotipi sugli ebrei presenti nel film: "Non mi piacciono i cliché dell'ebreo come in Cohen vs. Rosi; non mi ha causato gioia. Eravamo bravi attori, un bravo regista che è Barone, un bravo sceneggiatore che è Jacobo Langsner (che ha deciso di non firmare il suo lavoro dopo che venti pagine sono state tagliate in una volta sola), eppure...".
Le riprese si svolsero a Pilar e durarono sette settimane.

## Accoglienza
Il film fu un successo al botteghino, raccogliendo 100.000 spettatori nella prima settimana di programmazione e divenendo una delle commedie argentine maggiormente popolari per il pubblico.
I critici cinematografici, di contro, non risparmiarono i commenti negativi. Manuel Barrientos e Federico Poore scrissero: "il film si basa su uno dei cliché che attraversano il cinema occidentale degli anni Novanta: giornalisti sensazionalisti contro uomini d'affari e politici corrotti".
La recensione pubblicata da Clarín affermava: "In Cohen vs. Rosi, tutto, ma proprio tutto, è esagerato. I personaggi, le azioni, le situazioni, le risposte nei dialoghi. Anche l'illuminazione di Esteban Sapir [...] è così sovraccarica da saturare".
Claudio España su La Nación stroncò il film, asserendo: "Quando si esce dal cinema, dopo aver visto "Cohen vs. Rosi", si ha la sensazione che il film rimanga nei prolegomeni e che non sia mai iniziato. Deve essere l'effetto della totale mancanza di sceneggiatura – davvero, non c'è una sceneggiatura – e dell'assenza del regista".